# Tour de Toscane féminin-Mémorial Michela Fanini 2019
La 25e édition du Tour de Toscane féminin-Mémorial Michela Fanini a lieu du 7 septembre au 9 septembre 2019. La course fait partie du calendrier international féminin UCI 2019 en catégorie 2.2.
Arlenis Sierra remporte le prologue, elle est ensuite deuxième du sprint de la première étape derrière Chloe Hosking. Sur l'ultime étape, Soraya Paladin gagne avec la Cubaine dans sa roue qui obtient ainsi la victoire finale et le classement par points. Soraya Paladin est deuxième du classement général et meilleure grimpeuse.  Anastasia Chursina complète le podium, tandis qu'Elizabeth Holden est la meilleure jeune.

## Parcours
Le parcours est similaire aux années précédentes avec un prologue, suivi d'une étape plate et d'une étape vallonnée.

## Équipes
| Équipes féminines professionnelles (11)- Alé Cipollini - Astana Women's - Conceria Zabri-Fanini - Drops - Eneicue - Minsk Cycling Club - Servetto-Piumate-Beltrami TSA - Team Illuminate - Top Girls Fassa Bortolo - Valcar Cylance - WNT-Rotor Pro Cycling Équipes nationales (4)- Afrique du Sud - Israël - Russie - Ukraine Équipe féminines amateur (6)- ACS Cycling Chirio - Born to Win - Mat Atom Deweloper - Team Dukla Praha Women - Team Stuttgart - TKK Pacific |
| |

## Étapes
| Étape     | Date    | Villes étapes                   | type            | Distance (km) | Vainqueur d'étape | Leader du classement général |
| --------- | ------- | ------------------------------- | --------------- | ------------- | ----------------- | ---------------------------- |
| Prologue  | 6 sept. | Campi Bisenzio – Campi Bisenzio | prologue        | 2,2           | Arlenis Sierra    | Arlenis Sierra               |
| 1re étape | 7 sept. | Capannori – Capannori           | étape vallonnée | 133,6         | Chloe Hosking     | Arlenis Sierra               |
| 2e étape  | 8 sept. | Lucques – Capannori             | étape vallonnée | 121,8         | Soraya Paladin    | Arlenis Sierra               |

## Déroulement de la course

### Prologue
Arlenis Sierra remporte le prologue avec quatre secondes d'avance devant la Russe Maria Novolodskaya.
| \| Classement de l'étape \| Classement de l'étape \| Classement de l'étape \| Classement de l'étape \| Classement de l'étape \| \| Coureuse \| Coureuse \| Pays \| Équipe \| Temps \| \| --------------------- \| --------------------- \| --------------------- \| ------------------------------------ \| --------------------- \| \| 1re \| Arlenis Sierra \| Cuba \| Astana Women's Team \| 2 min 55 s \| \| 2e \| Maria Novolodskaya \| Russie \| Cogeas-Mettler-Look Pro Cycling Team \| + 4 s \| \| 3e \| Karlijn Swinkels \| Pays-Bas \| Alé Cipollini \| + 4 s \| \| 4e \| Anastasia Chursina \| Russie \| BTC City Ljubljana \| + 4 s \| \| 5e \| Olga Shekel \| Ukraine \| Astana Women's Team \| + 4 s \| \| 6e \| Kathrin Hammes \| Allemagne \| WNT-Rotor Pro Cycling \| + 6 s \| \| 7e \| Lara Vieceli \| Italie \| WNT-Rotor Pro Cycling \| + 6 s \| \| 8e \| Tatsiana Sharakova \| Biélorussie \| Minsk Cycling Club \| + 7 s \| \| 9e \| Chloe Hosking \| Australie \| Alé Cipollini \| + 7 s \| \| 10e \| Elena Pirrone \| Italie \| Valcar Cylance \| + 8 s \| |                    |             |                                      |            |
| |                    |             |                                      |            |
| |                    |             |                                      |            |
| Classement de l'étape |                    |             |                                      |            |
| Coureuse | Coureuse           | Pays        | Équipe                               | Temps      |
| 1re | Arlenis Sierra     | Cuba        | Astana Women's Team                  | 2 min 55 s |
| 2e | Maria Novolodskaya | Russie      | Cogeas-Mettler-Look Pro Cycling Team | + 4 s      |
| 3e | Karlijn Swinkels   | Pays-Bas    | Alé Cipollini                        | + 4 s      |
| 4e | Anastasia Chursina | Russie      | BTC City Ljubljana                   | + 4 s      |
| 5e | Olga Shekel        | Ukraine     | Astana Women's Team                  | + 4 s      |
| 6e | Kathrin Hammes     | Allemagne   | WNT-Rotor Pro Cycling                | + 6 s      |
| 7e | Lara Vieceli       | Italie      | WNT-Rotor Pro Cycling                | + 6 s      |
| 8e | Tatsiana Sharakova | Biélorussie | Minsk Cycling Club                   | + 7 s      |
| 9e | Chloe Hosking      | Australie   | Alé Cipollini                        | + 7 s      |
| 10e | Elena Pirrone      | Italie      | Valcar Cylance                       | + 8 s      |

| \| Classement général \| Classement général \| Classement général \| Classement général \| Classement général \| \| Coureuse \| Coureuse \| Pays \| Équipe \| Temps \| \| ------------------ \| ------------------ \| ------------------ \| ------------------------------------ \| ------------------ \| \| 1re \| Arlenis Sierra \| Cuba \| Astana Women's Team \| 2 min 55 s \| \| 2e \| Maria Novolodskaya \| Russie \| Cogeas-Mettler-Look Pro Cycling Team \| + 4 s \| \| 3e \| Karlijn Swinkels \| Pays-Bas \| Alé Cipollini \| + 4 s \| \| 4e \| Anastasia Chursina \| Russie \| BTC City Ljubljana \| + 4 s \| \| 5e \| Olga Shekel \| Ukraine \| Astana Women's Team \| + 4 s \| \| 6e \| Kathrin Hammes \| Allemagne \| WNT-Rotor Pro Cycling \| + 6 s \| \| 7e \| Lara Vieceli \| Italie \| WNT-Rotor Pro Cycling \| + 6 s \| \| 8e \| Tatsiana Sharakova \| Biélorussie \| Minsk Cycling Club \| + 7 s \| \| 9e \| Chloe Hosking \| Australie \| Alé Cipollini \| + 7 s \| \| 10e \| Elena Pirrone \| Italie \| Valcar Cylance \| + 8 s \| |                    |             |                                      |            |
| |                    |             |                                      |            |
| |                    |             |                                      |            |
| Classement général |                    |             |                                      |            |
| Coureuse | Coureuse           | Pays        | Équipe                               | Temps      |
| 1re | Arlenis Sierra     | Cuba        | Astana Women's Team                  | 2 min 55 s |
| 2e | Maria Novolodskaya | Russie      | Cogeas-Mettler-Look Pro Cycling Team | + 4 s      |
| 3e | Karlijn Swinkels   | Pays-Bas    | Alé Cipollini                        | + 4 s      |
| 4e | Anastasia Chursina | Russie      | BTC City Ljubljana                   | + 4 s      |
| 5e | Olga Shekel        | Ukraine     | Astana Women's Team                  | + 4 s      |
| 6e | Kathrin Hammes     | Allemagne   | WNT-Rotor Pro Cycling                | + 6 s      |
| 7e | Lara Vieceli       | Italie      | WNT-Rotor Pro Cycling                | + 6 s      |
| 8e | Tatsiana Sharakova | Biélorussie | Minsk Cycling Club                   | + 7 s      |
| 9e | Chloe Hosking      | Australie   | Alé Cipollini                        | + 7 s      |
| 10e | Elena Pirrone      | Italie      | Valcar Cylance                       | + 8 s      |

### 1reétape
La côte de Segromigno in Monte réduit le peloton à une trentaine d'unité. Au sprint, Chloe Hosking devance Arlenis Sierra qui reste en rose.
| \| Classement de l'étape \| Classement de l'étape \| Classement de l'étape \| Classement de l'étape \| Classement de l'étape \| \| Coureuse \| Coureuse \| Pays \| Équipe \| Temps \| \| --------------------- \| --------------------- \| --------------------- \| ------------------------------------ \| --------------------- \| \| 1re \| Chloe Hosking \| Australie \| Alé Cipollini \| 3 h 20 min 59 s \| \| 2e \| Arlenis Sierra \| Cuba \| Astana Women's Team \| + 0 s \| \| 3e \| Rasa Leleivytė \| Lituanie \| Aromitalia Vaiano \| + 0 s \| \| 4e \| Michela Balducci \| Italie \| Aromitalia Vaiano \| + 0 s \| \| 5e \| Diana Klimova \| Russie \| Marathon-Tula \| + 0 s \| \| 6e \| Aurela Nerlo \| Pologne \| TKK Pacific Toruń - Nestlé Fitness \| + 0 s \| \| 7e \| Ilaria Sanguineti \| Italie \| Valcar Cylance \| + 0 s \| \| 8e \| Tatsiana Sharakova \| Biélorussie \| Minsk Cycling Club \| + 0 s \| \| 9e \| Maria Novolodskaya \| Russie \| Cogeas-Mettler-Look Pro Cycling Team \| + 0 s \| \| 10e \| Špela Kern \| Slovénie \| BTC City Ljubljana \| + 0 s \| |                    |             |                                      |                 |
| |                    |             |                                      |                 |
| |                    |             |                                      |                 |
| Classement de l'étape |                    |             |                                      |                 |
| Coureuse | Coureuse           | Pays        | Équipe                               | Temps           |
| 1re | Chloe Hosking      | Australie   | Alé Cipollini                        | 3 h 20 min 59 s |
| 2e | Arlenis Sierra     | Cuba        | Astana Women's Team                  | + 0 s           |
| 3e | Rasa Leleivytė     | Lituanie    | Aromitalia Vaiano                    | + 0 s           |
| 4e | Michela Balducci   | Italie      | Aromitalia Vaiano                    | + 0 s           |
| 5e | Diana Klimova      | Russie      | Marathon-Tula                        | + 0 s           |
| 6e | Aurela Nerlo       | Pologne     | TKK Pacific Toruń - Nestlé Fitness   | + 0 s           |
| 7e | Ilaria Sanguineti  | Italie      | Valcar Cylance                       | + 0 s           |
| 8e | Tatsiana Sharakova | Biélorussie | Minsk Cycling Club                   | + 0 s           |
| 9e | Maria Novolodskaya | Russie      | Cogeas-Mettler-Look Pro Cycling Team | + 0 s           |
| 10e | Špela Kern         | Slovénie    | BTC City Ljubljana                   | + 0 s           |

| \| Classement général \| Classement général \| Classement général \| Classement général \| Classement général \| \| Coureuse \| Coureuse \| Pays \| Équipe \| Temps \| \| ------------------ \| ------------------ \| ------------------ \| ------------------------------------ \| ------------------ \| \| 1re \| Arlenis Sierra \| Cuba \| Astana Women's Team \| 3 h 23 min 48 s \| \| 2e \| Chloe Hosking \| Australie \| Alé Cipollini \| + 3 s \| \| 3e \| Anastasia Chursina \| Russie \| BTC City Ljubljana \| + 7 s \| \| 4e \| Maria Novolodskaya \| Russie \| Cogeas-Mettler-Look Pro Cycling Team \| + 10 s \| \| 5e \| Olga Shekel \| Ukraine \| Astana Women's Team \| + 10 s \| \| 6e \| Lara Vieceli \| Italie \| WNT-Rotor Pro Cycling \| + 11 s \| \| 7e \| Kathrin Hammes \| Allemagne \| WNT-Rotor Pro Cycling \| + 12 s \| \| 8e \| Tatsiana Sharakova \| Biélorussie \| Minsk Cycling Club \| + 13 s \| \| 9e \| Clara Koppenburg \| Allemagne \| WNT-Rotor Pro Cycling \| + 14 s \| \| 10e \| Ilaria Sanguineti \| Italie \| Valcar Cylance \| + 15 s \| |                    |             |                                      |                 |
| |                    |             |                                      |                 |
| |                    |             |                                      |                 |
| Classement général |                    |             |                                      |                 |
| Coureuse | Coureuse           | Pays        | Équipe                               | Temps           |
| 1re | Arlenis Sierra     | Cuba        | Astana Women's Team                  | 3 h 23 min 48 s |
| 2e | Chloe Hosking      | Australie   | Alé Cipollini                        | + 3 s           |
| 3e | Anastasia Chursina | Russie      | BTC City Ljubljana                   | + 7 s           |
| 4e | Maria Novolodskaya | Russie      | Cogeas-Mettler-Look Pro Cycling Team | + 10 s          |
| 5e | Olga Shekel        | Ukraine     | Astana Women's Team                  | + 10 s          |
| 6e | Lara Vieceli       | Italie      | WNT-Rotor Pro Cycling                | + 11 s          |
| 7e | Kathrin Hammes     | Allemagne   | WNT-Rotor Pro Cycling                | + 12 s          |
| 8e | Tatsiana Sharakova | Biélorussie | Minsk Cycling Club                   | + 13 s          |
| 9e | Clara Koppenburg   | Allemagne   | WNT-Rotor Pro Cycling                | + 14 s          |
| 10e | Ilaria Sanguineti  | Italie      | Valcar Cylance                       | + 15 s          |

### 2eétape
La côte de Valgiano, placée à mi-étape, provoque une sélection dans le peloton. Elles sont alors trente en tête. Sur le circuit final, la montée d'Uzzano, réduit le groupe à dix coureuses. Au sprint, Soraya Paladin s'impose devant Arlenis Sierra.
| \| Classement de l'étape \| Classement de l'étape \| Classement de l'étape \| Classement de l'étape \| Classement de l'étape \| \| Coureuse \| Coureuse \| Pays \| Équipe \| Temps \| \| --------------------- \| --------------------- \| --------------------- \| ---------------------------------- \| --------------------- \| \| 1re \| Soraya Paladin \| Italie \| Alé Cipollini \| 3 h 01 min 12 s \| \| 2e \| Arlenis Sierra \| Cuba \| Astana Women's Team \| + 0 s \| \| 3e \| Rasa Leleivytė \| Lituanie \| Aromitalia Vaiano \| + 3 s \| \| 4e \| Anastasia Chursina \| Russie \| BTC City Ljubljana \| + 3 s \| \| 5e \| Ane Santesteban \| Espagne \| WNT-Rotor Pro Cycling \| + 3 s \| \| 6e \| Elizabeth Holden \| Royaume-Uni \| Drops \| + 3 s \| \| 7e \| Clara Koppenburg \| Allemagne \| WNT-Rotor Pro Cycling \| + 3 s \| \| 8e \| Omer Shapira \| Israël \| Canyon-SRAM Racing \| + 3 s \| \| 9e \| Erica Magnaldi \| Italie \| WNT-Rotor Pro Cycling \| + 3 s \| \| 10e \| Aurela Nerlo \| Pologne \| TKK Pacific Toruń - Nestlé Fitness \| + 29 s \| |                    |             |                                    |                 |
| |                    |             |                                    |                 |
| |                    |             |                                    |                 |
| Classement de l'étape |                    |             |                                    |                 |
| Coureuse | Coureuse           | Pays        | Équipe                             | Temps           |
| 1re | Soraya Paladin     | Italie      | Alé Cipollini                      | 3 h 01 min 12 s |
| 2e | Arlenis Sierra     | Cuba        | Astana Women's Team                | + 0 s           |
| 3e | Rasa Leleivytė     | Lituanie    | Aromitalia Vaiano                  | + 3 s           |
| 4e | Anastasia Chursina | Russie      | BTC City Ljubljana                 | + 3 s           |
| 5e | Ane Santesteban    | Espagne     | WNT-Rotor Pro Cycling              | + 3 s           |
| 6e | Elizabeth Holden   | Royaume-Uni | Drops                              | + 3 s           |
| 7e | Clara Koppenburg   | Allemagne   | WNT-Rotor Pro Cycling              | + 3 s           |
| 8e | Omer Shapira       | Israël      | Canyon-SRAM Racing                 | + 3 s           |
| 9e | Erica Magnaldi     | Italie      | WNT-Rotor Pro Cycling              | + 3 s           |
| 10e | Aurela Nerlo       | Pologne     | TKK Pacific Toruń - Nestlé Fitness | + 29 s          |

## Classements finals

### Classement général final
| \| Classement général \| Classement général \| Classement général \| Classement général \| Classement général \| \| Coureuse \| Coureuse \| Pays \| Équipe \| Temps \| \| ------------------ \| ------------------ \| ------------------ \| --------------------- \| ------------------ \| \| 1re \| Arlenis Sierra \| Cuba \| Astana Women's Team \| 6 h 24 min 54 s \| \| 2e \| Soraya Paladin \| Italie \| Alé Cipollini \| + 12 s \| \| 3e \| Anastasia Chursina \| Russie \| BTC City Ljubljana \| + 14 s \| \| 4e \| Rasa Leleivytė \| Lituanie \| Aromitalia Vaiano \| + 18 s \| \| 5e \| Clara Koppenburg \| Allemagne \| WNT-Rotor Pro Cycling \| + 23 s \| \| 6e \| Elizabeth Holden \| Royaume-Uni \| Drops \| + 24 s \| \| 7e \| Ane Santesteban \| Espagne \| WNT-Rotor Pro Cycling \| + 24 s \| \| 8e \| Erica Magnaldi \| Italie \| WNT-Rotor Pro Cycling \| + 26 s \| \| 9e \| Omer Shapira \| Israël \| Canyon-SRAM Racing \| + 29 s \| \| 10e \| Chloe Hosking \| Australie \| Alé Cipollini \| + 47 s \| |                    |             |                       |                 |
| |                    |             |                       |                 |
| |                    |             |                       |                 |
| Classement général |                    |             |                       |                 |
| Coureuse | Coureuse           | Pays        | Équipe                | Temps           |
| 1re | Arlenis Sierra     | Cuba        | Astana Women's Team   | 6 h 24 min 54 s |
| 2e | Soraya Paladin     | Italie      | Alé Cipollini         | + 12 s          |
| 3e | Anastasia Chursina | Russie      | BTC City Ljubljana    | + 14 s          |
| 4e | Rasa Leleivytė     | Lituanie    | Aromitalia Vaiano     | + 18 s          |
| 5e | Clara Koppenburg   | Allemagne   | WNT-Rotor Pro Cycling | + 23 s          |
| 6e | Elizabeth Holden   | Royaume-Uni | Drops                 | + 24 s          |
| 7e | Ane Santesteban    | Espagne     | WNT-Rotor Pro Cycling | + 24 s          |
| 8e | Erica Magnaldi     | Italie      | WNT-Rotor Pro Cycling | + 26 s          |
| 9e | Omer Shapira       | Israël      | Canyon-SRAM Racing    | + 29 s          |
| 10e | Chloe Hosking      | Australie   | Alé Cipollini         | + 47 s          |

### Points UCI
| Position           | 1er | 2e | 3e | 4e | 5e | 6e | 7e | 8e à 10e |
| Classement général | 40  | 30 | 25 | 20 | 15 | 10 | 5  | 3        |
| Par étape          | 8   | 5  | 3  | 1  |    |    |    |          |
| Leader, par étape  | 1   |    |    |    |    |    |    |          |

### Classements annexes

#### Classement par points
| Classement par points | Classement par points | Classement par points | Classement par points                | Classement par points |
| Coureuse              | Coureuse              | Pays                  | Équipe                               | Points                |
| --------------------- | --------------------- | --------------------- | ------------------------------------ | --------------------- |
| 1re                   | Arlenis Sierra        | Cuba                  | Astana Women's Team                  | 39 pts                |
| 2e                    | Rasa Leleivytė        | Lituanie              | Aromitalia Vaiano                    | 23 pts                |
| 3e                    | Anastasia Chursina    | Russie                | BTC City Ljubljana                   | 21 pts                |
| 4e                    | Chloe Hosking         | Australie             | Alé Cipollini                        | 17 pts                |
| 5e                    | Soraya Paladin        | Italie                | Alé Cipollini                        | 15 pts                |
| 6e                    | Maria Novolodskaya    | Russie                | Cogeas-Mettler-Look Pro Cycling Team | 14 pts                |
| 7e                    | Karlijn Swinkels      | Pays-Bas              | Alé Cipollini                        | 10 pts                |
| 8e                    | Ane Santesteban       | Espagne               | WNT-Rotor Pro Cycling                | 6 pts                 |
| 9e                    | Aurela Nerlo          | Pologne               | TKK Pacific Toruń - Nestlé Fitness   | 6 pts                 |
| 10e                   | Tatsiana Sharakova    | Biélorussie           | Minsk Cycling Club                   | 6 pts                 |

#### Classement de la meilleure grimpeuse
| Classement de la montagne | Classement de la montagne | Classement de la montagne | Classement de la montagne            | Classement de la montagne |
| Coureuse                  | Coureuse                  | Pays                      | Équipe                               | Points                    |
| ------------------------- | ------------------------- | ------------------------- | ------------------------------------ | ------------------------- |
| 1re                       | Soraya Paladin            | Italie                    | Alé Cipollini                        | 33 pts                    |
| 2e                        | Arlenis Sierra            | Cuba                      | Astana Women's Team                  | 11 pts                    |
| 3e                        | Ane Santesteban           | Espagne                   | WNT-Rotor Pro Cycling                | 10 pts                    |
| 4e                        | Aurela Nerlo              | Pologne                   | TKK Pacific Toruń - Nestlé Fitness   | 6 pts                     |
| 5e                        | Maria Novolodskaya        | Russie                    | Cogeas-Mettler-Look Pro Cycling Team | 6 pts                     |
| 6e                        | Erica Magnaldi            | Italie                    | WNT-Rotor Pro Cycling                | 6 pts                     |
| 7e                        | Jarmila Machačová         | Tchéquie                  | Team Dukla Praha                     | 4 pts                     |
| 8e                        | Jelena Erić               | Serbie                    | Alé Cipollini                        | 4 pts                     |
| 9e                        | Chloe Hosking             | Australie                 | Alé Cipollini                        | 2 pts                     |
| 10e                       | Liliana Moreno            | Colombie                  | Astana Women's Team                  | 2 pts                     |

#### Classement de la meilleure jeune
| Classement du meilleur jeune | Classement du meilleur jeune | Classement du meilleur jeune | Classement du meilleur jeune         | Classement du meilleur jeune |
| Coureuse                     | Coureuse                     | Pays                         | Équipe                               | Temps                        |
| ---------------------------- | ---------------------------- | ---------------------------- | ------------------------------------ | ---------------------------- |
| 1re                          | Elizabeth Holden             | Royaume-Uni                  | Drops                                | 6 h 25 min 18 s              |
| 2e                           | Aurela Nerlo                 | Pologne                      | TKK Pacific Toruń - Nestlé Fitness   | + 27 s                       |
| 3e                           | Maria Novolodskaya           | Russie                       | Cogeas-Mettler-Look Pro Cycling Team | + 34 s                       |
| 4e                           | Aigul Gareeva                | Russie                       |                                      | + 44 s                       |
| 5e                           | Elena Pirrone                | Italie                       | Valcar Cylance                       | + 1 min 28 s                 |
| 6e                           | Abby-Mae Parkinson           | Royaume-Uni                  | Drops                                | + 2 min 58 s                 |
| 7e                           | Caris Cosentino              | Italie                       | Born To Win                          | + 3 min 12 s                 |
| 8e                           | Olha Kulynych                | Ukraine                      | Torelli-Assure                       | + 4 min 20 s                 |
| 9e                           | Iuliia Galimullina           | Russie                       |                                      | + 4 min 28 s                 |
| 10e                          | Arianna Sessi                | Italie                       | Born To Win                          | + 4 min 40 s                 |

## Évolution des classements
| Étape              |                    | Vainqueur _    | Classement général | Classement par points | Meilleure grimpeuse | Meilleure jeune    |
| ------------------ | ------------------ | -------------- | ------------------ | --------------------- | ------------------- | ------------------ |
| Prologue           | prologue           | Arlenis Sierra | Arlenis Sierra     | Arlenis Sierra        | non attribué        | Maria Novolodskaya |
| 1re étape          | étape vallonnée    | Chloe Hosking  | Arlenis Sierra     | Arlenis Sierra        | Soraya Paladin      | Maria Novolodskaya |
| 2e étape           | étape vallonnée    | Soraya Paladin | Arlenis Sierra     | Arlenis Sierra        | Soraya Paladin      | Elizabeth Holden   |
| Classements finals | Classements finals |                | Arlenis Sierra     | Arlenis Sierra        | Soraya Paladin      | Elizabeth Holden   |

## Organisation et règlement de la course

### Comité d'organisation
L'épreuve est organisée par l'association S.C. Michela Fanini basée à Lunata, près de Lucques.

### Incidents de course
Le règlement de la course permet à une coureuse victime d'un accident de course dans les trois derniers kilomètres d'une étape et qui se verrait retardée pour cette raison de ne pas perdre de temps au classement général. La règle ne s'applique pas au contre-la-montre individuel.

### Classements et bonifications

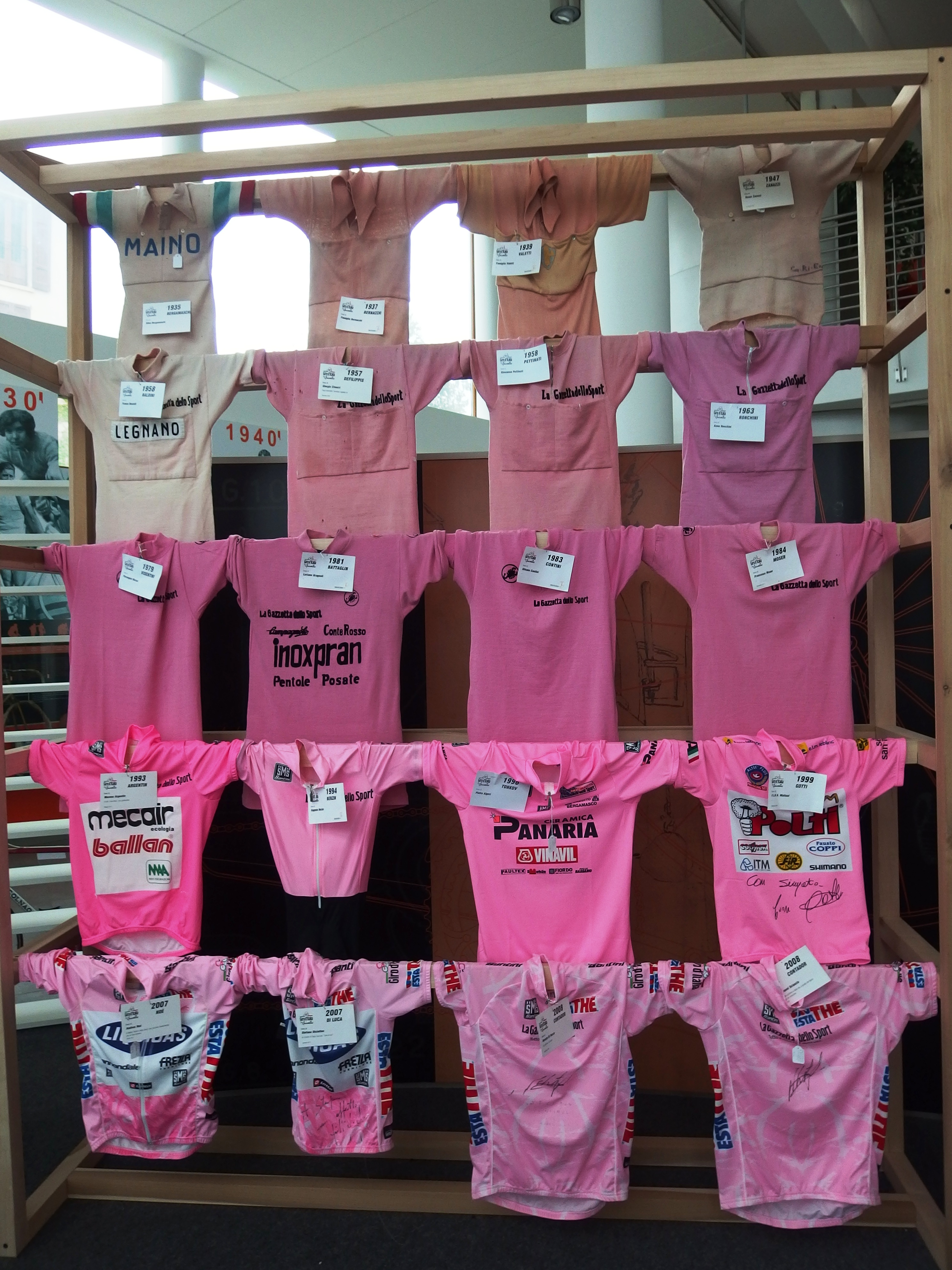
La coureuse en tête du classement général porte un maillot rose, comme sur le Tour d'Italie

Le classement général individuel au temps est calculé par le cumul des temps enregistrés dans chacune des étapes parcourues. Des bonifications et d'éventuelles pénalisations sont incluses dans le calcul du classement. La coureuse qui est première de ce classement est porteuse du maillot rose.
Des bonifications sont attribuées dans cette épreuve. Chaque arrivée d'étape, à l'exception du contre-la-montre individuel, donne lieu à dix secondes, six secondes et quatre secondes pour les trois premières coureuses classées. Par ailleurs, durant la course, il existe des sprints intermédiaires dont les trois premiers sont récompensés respectivement de trois secondes, deux secondes et une seconde.

#### Classement par points
Le maillot cyclamen récompense le classement par points. Celui-ci se calcule selon le classement lors de sprints intermédiaires, dits « Traguardo Volante », et lors des arrivées d'étape. Les trois premières coureuses des sprints intermédiaires reçoivent respectivement 3, 2 et un point. Lors d'une arrivée d'étape, prologue y compris, les dix premières se voient accorder des points selon le décompte suivant : 15, 12, 10, 8, 6, 5, 4, 3, 2, 1 point. En cas d'égalité, les coureuses sont prioritairement départagées par le nombre de victoires d'étapes. Si l'égalité persiste, le nombre de victoires à des sprints intermédiaires puis éventuellement la place obtenue au classement général entrent en compte. Pour être classée, une coureuse doit avoir terminée la course dans les délais.

#### Classement de la meilleure grimpeuse
Le classement du meilleur grimpeur, ou classement des monts, est un classement spécifique basé sur les arrivées au sommet des ascensions répertoriées dans l'ensemble de la course. Elles sont classées en deux catégories. Les ascensions de première catégorie rapportent 9, 6 et 3 points aux trois premières, celles de deuxième catégorie 6, 4 et 2 points. Le premier du classement des monts est détenteur du maillot vert. En cas d'égalité, les coureuses sont prioritairement départagées par le nombre de premières places aux sommets. Si l'égalité persiste, le critère suivant est la place obtenue au classement général. Pour être classée, une coureuse doit avoir terminée la course dans les délais

#### Classement de la meilleure jeune
Le classement de la meilleure jeune ne concerne qu'une certaine catégorie de coureuses, celles étant âgées de moins de 23 ans. C'est-à-dire aux coureuses nées après le 1er janvier 1997. Ce classement, basé sur le classement général, attribue au premier un maillot blanc.

#### Classement des sprints
Le maillot azur récompense le classement des sprints. Celui-ci se calcule selon le classement lors de sprints intermédiaires, dits « Traguardo Volante ». Les trois premières coureuses des sprints intermédiaires reçoivent respectivement 5, 3 et un point. En cas d'égalité, les coureuses sont prioritairement départagées par le nombre de victoires à des sprints intermédiaires puis éventuellement la place obtenue au classement général entrent en compte. Pour être classée, une coureuse doit avoir terminée la course dans les délais.

#### Classement de la meilleure Italienne
Le classement de la meilleure italienne concerne que les coureuses de nationalité italienne. Ce classement, basé sur le classement général, attribue à la première un maillot orange.

#### Répartition des maillots
Chaque coureuse en tête d'un classement est porteuse du maillot ou du dossard distinctif correspondant. Cependant, dans le cas où une coureuse dominerait plusieurs classements, celle-ci ne porte qu'un seul maillot distinctif, selon une priorité de classements. Le classement général au temps est le classement prioritaire, suivi du classement général par points, du classement général du meilleur grimpeur, du classement des sprints, de la meilleure jeune et du classement de la meilleure étrangère. Si ce cas de figure se produit, le maillot correspondant au classement annexe de priorité inférieure n'est pas porté par celle qui domine ce classement mais par son deuxième.

### Primes
Les étapes en ligne, permettent de remporter les primes suivantes:
| Position | 1er   | 2e    | 3e   | 4e   | 5e   | 6e   | 7e   | 8e   | 9e   | 10e  |
| Prix     | 192 € | 113 € | 88 € | 69 € | 59 € | 59 € | 59 € | 59 € | 59 € | 59 € |

En sus, les coureuses placées de la 11e à la 15e place gagnent 29 €.
Le prologue rapporte quant à lui :
| Position | 1er   | 2e   | 3e   | 4e   | 5e   | 6e   | 7e   | 8e   | 9e   | 10e  |
| Prix     | 118 € | 88 € | 59 € | 49 € | 39 € | 39 € | 39 € | 39 € | 39 € | 39 € |

En sus, les coureuses placées de la 11e à la 15e place gagnent 29 €.
Le classement général final attribue les sommes suivantes :
| Position | 1er   | 2e   | 3e   | 4e   | 5e   | 6e   | 7e   | 8e   | 9e   | 10e  |
| Prix     | 120 € | 70 € | 45 € | 37 € | 30 € | 24 € | 24 € | 24 € | 24 € | 24 € |

En sus, les coureuses placées de la 11e à la 15e place gagnent 20 €.